# Turó del Castellar
El Turó del Castellar és una muntanya de 930 metres que es troba al municipi de Mura, a la comarca catalana del Bages.